# Kinteh Kunda Janneh-ya
Kinteh Kunda Janneh-ya är en ort i Gambia. Den ligger i regionen North Bank, i den västra delen av landet, 60 km öster om huvudstaden Banjul. Antalet invånare var 973 vid folkräkningen 2013.